# Switch Metrodecker

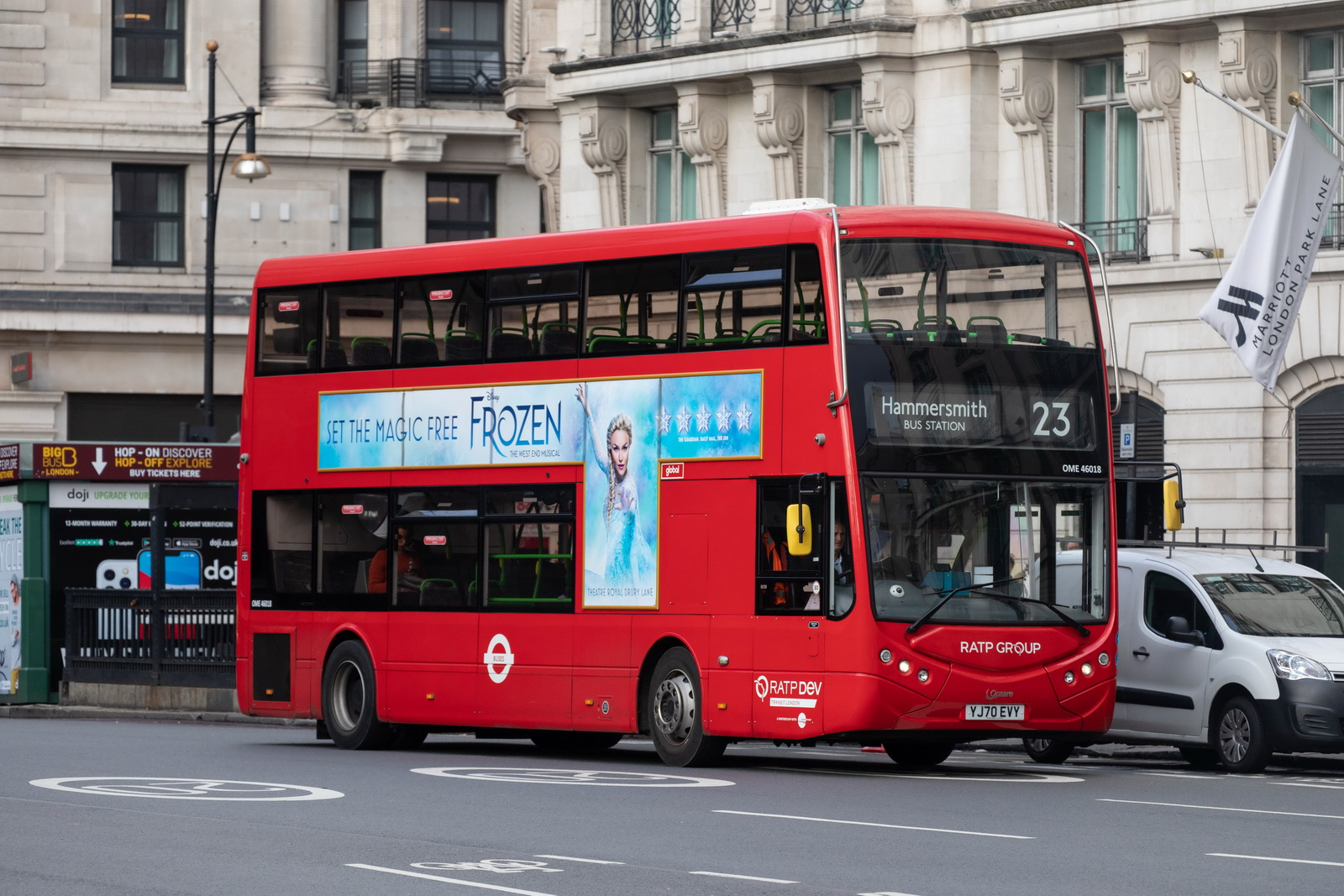
Optare Metrodecker EV

Switch Metrodecker (ранее Optare MetroDecker) — двухэтажный автобус, выпускаемый с 2014 года компанией Switch Mobility.

## Описание
Switch Metrodecker оснащается двигателем Mercedes-Benz OM934LA (Евро-6), который сочетается в паре с шестиступенчатой автоматической трансмиссией ZF Ecolife. Его название Metrodecker отсылается на Switch Metrocity.
С конца 2015 года также выпускается электробус Metrodecker EV. В апреле 2020 года начался выпуск водоробуса MetroDecker H2.